# Erocha juanita
Erocha juanita là một loài bướm đêm trong họ Noctuidae.